# Ставродроми
Ставродроми (грч. Σταυροδρόμι) је насељено место у општини Горуша у периферији Западна Македонија, Грчка. Према попису из 2021. године било је 42 становника.
Према бугарском географу и историчару, Василу Канчову, у Ставродромију је 1900. године живело 300 Грка муслимана (Валахади). Ставродроми се налазе у области Населица, која је некада била насељена словенским становништвом које је касније хеленизовано. Године 1923. муслиманско становништво је принудно исељено у Турску а на њихово место је насељено 66 грчких избегличких породица, укупно 233 особа. На попису из 1928. године Ставродроми су имали 196 становника. Село се раније звало Блазомишта.